# Kongoussi

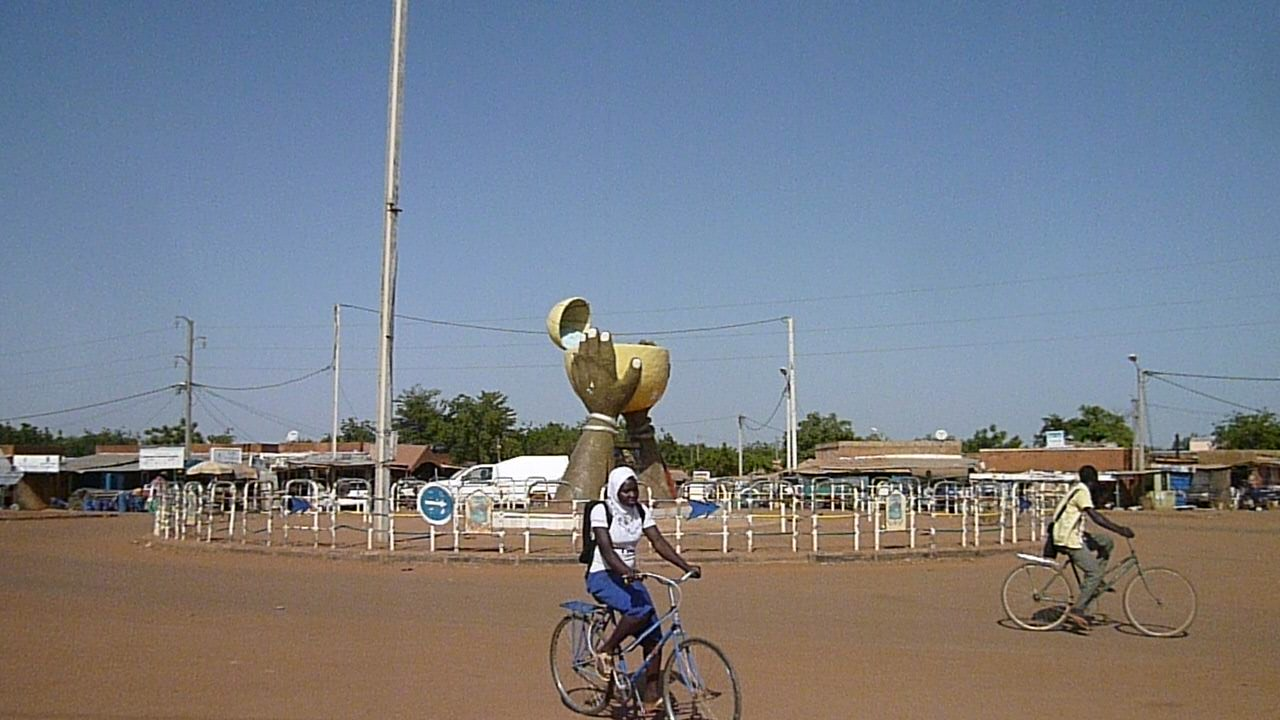
Kongoussi (2016)

Kongoussi ist eine Stadt und ein dasselbe Gebiet umfassendes Departement im westafrikanischen Staat Burkina Faso, in der Region Centre-Nord gelegen und Hauptstadt der Provinz Bam. Die Einwohnerzahl im in sieben Sektoren unterteilten Hauptort und den dazugehörigen 56 Dörfern beträgt 68.807 (Zensus 2006). Der ursprüngliche Name der Stadt lautete Kondibito.

## Wirtschaft
In der Nähe Kongoussis befindet sich der Bamsee, der der hauptsächlich als Bauern lebenden Bevölkerung zur Versorgung mit Fisch dient und eine Touristenattraktion darstellt.

## Religion
2001 gründeten Ordensleute in Honda bei Kongoussi das Kloster Jésus-Sauveur, das zu einem Vorreiter der Inkulturation des Christentums wurde.